# Damernas truppmångkamp i rytmisk gymnastik vid olympiska sommarspelen 1996
Damernas truppmångkamp i rytmisk gymnastik vid olympiska sommarspelen 1996 avgjordes i Atlanta.

## Medaljörer
| Gren           | Guld | Silver                                                                                            | Brons |
| Damernas trupp | Spanien Estela Giménez Cid Marta Baldó Marín Nuria Cabanillas Provencio Lorena Guréndez García Estíbaliz Martínez Yerro Tania Lamarca Celada | Bulgarien Ina Delcheva Valentina Kevlian Maria Koleva Maja Tabakova Ivelina Taleva Viara Vatatjka | Ryssland Jevgenija Botjkarjova Irina Dzyuba Julija Ivanova Jelena Krivosjej Olga Sjtjrenko Angelina Jusjkova |

## Resultat

### Kval
Tio lag bestående av sex gymnaster i varje deltog i kvalet den 26 augusti.
De åtta främsta lagen gick vidare till finalen den 28 augusti.

### Final
| Placering | Nation    | 5 tunnband | 3 bollar + 2 band | Totalt |
| --------- | --------- | ---------- | ----------------- | ------ |
|           | Spanien   | 19.483     | 19.450            | 38.933 |
|           | Bulgarien | 19.416     | 19.450            | 38.866 |
|           | Ryssland  | 19.466     | 18.899            | 38.365 |
| 4         | Frankrike | 19.149     | 19.050            | 38.365 |
| 5         | Kina      | 19.199     | 18.800            | 37.999 |
| 6         | Belarus   | 19.266     | 18.716            | 37.982 |